# Leptotarsus (Macromastix) cinereus
Leptotarsus (Macromastix) cinereus is een tweevleugelige uit de familie langpootmuggen (Tipulidae). De soort komt voor in het Australaziatisch gebied.